# Gilbert Erail
Gilbert Erail (overleden 1200) was de twaalfde grootmeester van de Orde van de Tempeliers. Hij volgde in 1194 Robert de Sablé op.

## Biografie
Gilbert kwam oorspronkelijk uit het koninkrijk Aragon en begon op jonge leeftijd met dienen in de Orde. Daar nam hij deel aan gevechten van de Reconquista. In 1190 werd hij binnen de Orde benoemd tot grootmeester van de provincie Aragon. Toen in 1193 Robert de Sablé overleed, volgde hij hem op als grootmeester. In diezelfde tijd verschafte paus Celestinus III de Orde meer privileges.
Erail was erom bekend dat hij graag vrede wilde stichten tussen de christenen en de moslims. Niet iedereen ging hiermee akkoord. Hij werd zelfs beticht van verraad en heulen met de vijand. Tevens groeide tijdens zijn regeerperiode de ruzie tussen de Tempeliers en de Hospitaliers. Paus Innocentius III kwam tussenbeide en de ruzie werd in het voordeel beslecht van de Hospitaliers, doordat de paus op de hoogte was van de overeenkomsten tussen hen en de broer van Saladin, Malek Adil. Erail werd opgevolgd door Philippe du Plaissis.